# Седльницький Едмунд Станіславович
Е́дмунд Стані́славович Седльни́цький (* 1873, Кам'янець-Подільський — † ?) — український камерний співак, музичний педагог.

## Біографічні відомості
У 1895—1898 роках навчався співу в Петербурзькій консерваторії (клас Станіслава Габеля). Після закінчення консерваторії виступав із концертами в Києві, Воронежі, Кам'янці-Подільському та інших містах.
Від 1904 року давав приватні уроки співу (за методом Камілло Еверарді) в Києві. Серед учнів Седльницького — Антоніна Антонович, Холщевников.